# 오다에나투스

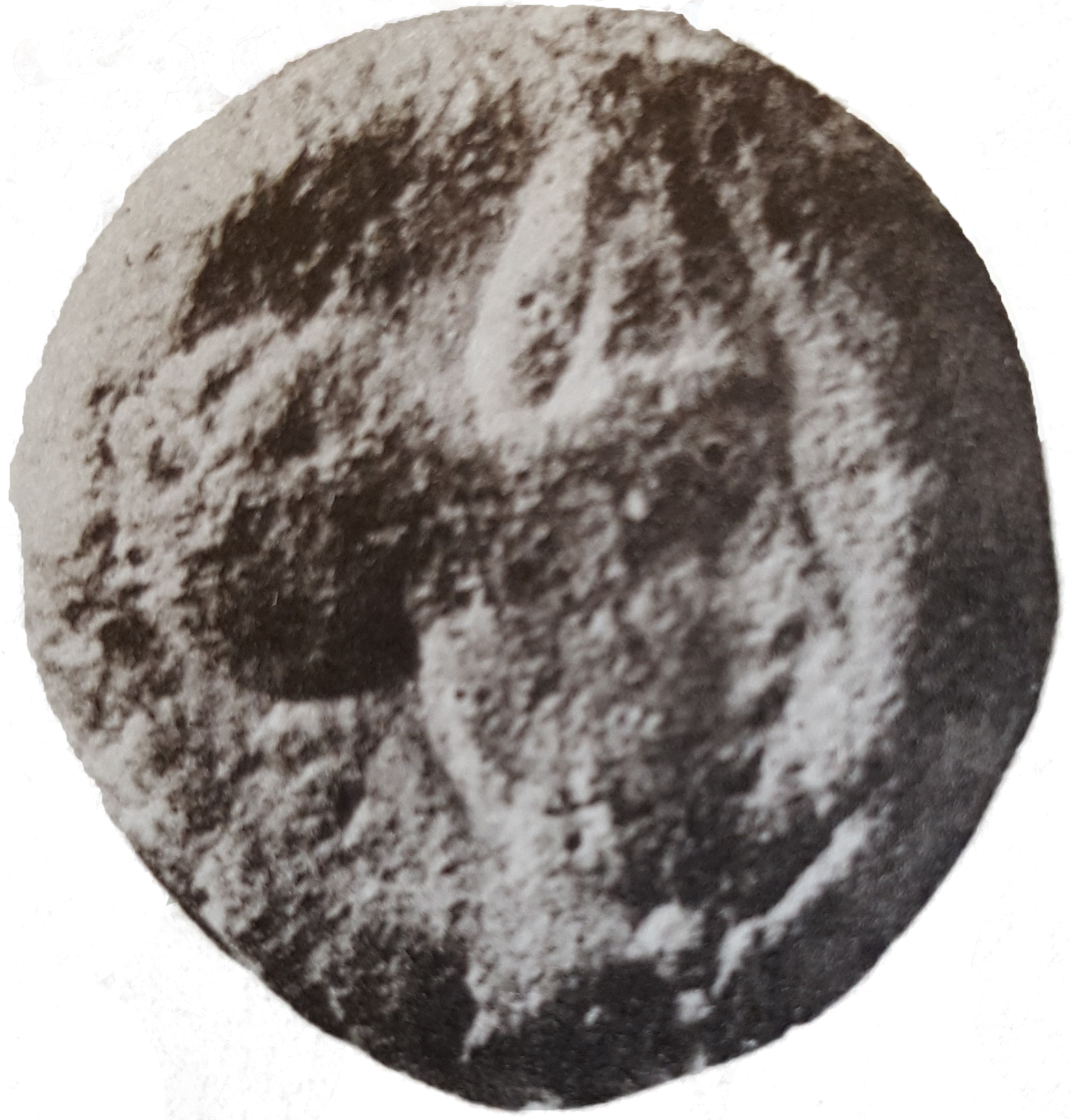
점토 형태의 테세라

오다에나투스(Odaenathus, 본명: 셉티미우스 오다에나투스, Septimius Odaenathus, 팔미레네 아람어: 𐡠𐡣𐡩𐡮𐡶, ʾŌdainaṯ; 아랍어: اجينة, 로마자 표기: Uḏaina, 220년 경 ~ 267년)는 시리아 팔미라에서 통치한 팔미라 왕국의 창시자 왕(말리크)이었다. 자신의 왕국의 위상을 로마에 종속된 지역 중심지에서 근동의 강력한 국가로 끌어올렸다. 오다에나투스는 190년대 세베루스 왕조 치하에서 로마 시민권을 받은 팔미라 귀족 가문에서 태어났다. 나소르의 후손인 하이란의 아들이었다. 그의 부상을 둘러싼 상황은 모호하다. 그는 일찍이 240년대에 그 도시의 영주(ras)가 되었고, 258년에는 영사(consularis)라는 별명을 얻었는데, 이는 로마 제국에서 높은 지위를 나타낸다.